# Gerhard von Hirschberg
Gerhard von Hirschberg, także Gerhardus de Hirsberg, Hirsburg (żył w XIII w.) – członek zakonu krzyżackiego wicemistrz krajowy Prus w latach 1257–1259, komtur krajowy Bawarii, Frankonii i Szwabii w roku 1264, mistrz krajowy w Niemczech w latach 1272–1279

## Życiorys
Gerhard wywodził się z rodziny hrabiowskiej osiadłej na zamku Hirschberg nieopodal Eichstätt w Górnej Bawarii.
Gerhard von Hirschberg w szeregi zakonu krzyżackiego wstąpił w roku 1250 w Ellingen. Do Prus najprawdopodobniej przybył po raz pierwszy w roku 1255, będąc w orszaku powracającego z Inflant wielkiego mistrza Poppo von Osternohe. 
Od roku 1257, podczas nieobecności w Prusach mistrza krajowego Dytryka von Grüningena, przez około dwa lata pełnił funkcję jego zastępcy. Po ustąpieniu z urzędu Gerhard von Hirschberg wyjechał z Prus i związał się z otoczeniem wielkiego mistrza Annona von Sangershausen. Do Prus zawitał w roku 1263 towarzysząc wielkiemu mistrzowi podczas wizytacji tejże prowincji. Przebywając w Niemczech powoli piął się w zakonnej hierarchii. W roku 1264 był zwykłym bratem zakonnym konwentu w Würzburgu, następnie w roku 1268 otrzymał stanowisko komtura krajowego Bawarii, Frankonii i Szwabii. Szczytem kariery Gerharda von Hirschberg było objęcie przez niego na siedem lat urzędu mistrza krajowego Niemiec. Po ustąpieniu z urzędu wrócił do Ellingen, gdzie występował jako członek tamtejszego konwentu. Ostatnią funkcją jaką pełnił było stanowisko komtura na zamku Horneck w miejscowości Gundelsheim w Badenii-Wirtembergii, które objął w roku 1282. Źródła podają, nie precyzując roku, że zmarł on 29 kwietnia. Można przyjąć więc z dużą dozą prawdopodobieństwa, że Gerhard von Hirschberg zmarł 29 kwietnia 1283 roku.